# Fort Cavazos
Fort Cavazos (dawniej Fort Hood) – baza armii amerykańskiej położona nieopodal miasta Killeen w środkowej części stanu Teksas.

## Historia
Baza powstała na mocy decyzji Departamentu Wojny Stanów Zjednoczonych z dnia 15 stycznia 1942. Na potrzeby lokalizacji zakupiono grunty o powierzchni 437 km². Koszty całkowite jej założenia oszacowano na 22,8 mln USD. Prace ukończono 15 sierpnia 1942, a oficjalne otwarcie miało miejsce 18 września 1942. Nazwa bazy nawiązywała do postaci generała Armii Konfederacji, Johna Bella Hooda, który przeszedł do historii wojny secesyjnej jako dowódca Brygady Teksańskiej.
Nowa nazwa instalacji nosi imię gen. Richarda E. Cavazosa, rodowitego Teksańczyka i pierwszego czterogwiazdkowego generała armii amerykańskiej pochodzenia latynoskiego.
Fort Cavazos jest jedną z największych baz armii amerykańskiej oraz jedyną, w której stacjonują dwie dywizje: 1 Dywizja Kawalerii oraz Dywizja Zachodnia 1 Armii, która została przeniesiona z Fort Carson w Kolorado. Jest również miejscem stacjonowania wojsk III Korpusu, 3 Pułku Kawalerii Pancernej (3rd Armored Cavalry Regiment) oraz 13 Dowództwa Wojsk Wzmacniających (13th Sustainment Command). Powierzchnia bazy w 2009 roku wynosiła 878 km².
W listopadzie 2009 stacjonowało tu 35 tys. żołnierzy oraz 30 tys. pracowników cywilnych oraz członków rodzin, co czyniło z bazy największe na świecie stałe zgrupowanie wojsk amerykańskich będących w czynnej służbie.
Poziom zarobków żołnierzy w czynnej służbie jest zróżnicowany, jednak kształtuje się w granicach średniej płacy w Stanach Zjednoczonych. Bardzo niewielu żołnierzy zarabia poniżej 15 tys. USD rocznie, również niewielu przekracza poziom 75 tys. USD, wobec czego średnia przychodów gospodarstwa domowego w Fort Cavazos wynosi około 33 tys. USD rocznie.
W listopadzie 2009 roku doszło w bazie do strzelaniny, w wyniku której zginęło 13 osób, a 31 zostało rannych. Sprawca, Nidal Malik Hasan został aresztowany.
Doszło tam do ponownej strzelaniny w kwietniu 2014 roku, w której zginęły 4 osoby, w tym sprawca, który popełnił samobójstwo.